# Curtis Joseph
Curtis Shayne "CuJo" Joseph, nato Curtis Munro (29 aprile 1967), è un ex hockeista su ghiaccio canadese.
Giocava con un particolare casco ispirato al cane del romanzo Cujo di Stephen King, personaggio che gli ha valso anche un simile soprannome, appunto CuJo, derivante dalle prime due lettere del nome e del cognome.
Ha vinto la medaglia d'oro olimpica nell'hockey su ghiaccio con la nazionale maschile canadese alle Olimpiadi invernali 2002 svoltesi a Salt Lake City.
Ha partecipato anche alle Olimpiadi invernali 1998.
Nel 1996 ha vinto la medaglia d'argento al campionato mondiale di hockey su ghiaccio. Inoltre ha conquistato una medaglia d'argento alla World Cup of Hockey nel 1996 e una medaglia d'oro alla Coppa Spengler 2007.
Per quanto riguarda la sua carriera a livello di club ha militato diversi anni in NHL, vestendo le casacche dei St. Louis Blues (1989-1995), degli Edmonton Oilers (1996-1998), dei Toronto Maple Leafs (1998-2002 e 2008-2009), dei Detroit Red Wings (2002-2004), dei Phoenix Coyotes (2005-2007) e dei Calgary Flames (2007-2008).